# Arcangelo de' Bianchi
Arcangelo de' Bianchi (Gambolò, 4 ottobre 1516 – Roma, 18 gennaio 1580) è stato un cardinale e vescovo cattolico italiano.

## Biografia
Figlio di Luigi Bianchi e Santina Panizzari, crebbe in una famiglia benestante. In giovane età entrò nel monastero domenicano di Vigevano. In seguito studiò nel convento di Bologna, conseguendo il dottorato in teologia nel 1527.
Dopo l'ordinazione sacerdotale venne assegnato dai suoi superiori al seguito del cardinal Michele Ghislieri, futuro papa Pio V, accompagnandolo in numerose missioni. Nel 1559 divenne priore di Santa Maria delle Grazie e nel 1564 commissario dell'Inquisizione romana.
Il 16 settembre del 1566 venne eletto vescovo di Teano e consacrato cinque giorni dopo nella Cappella Sistina dal cardinale Scipione Rebiba, vescovo di Pisa.
Pio V lo creò cardinale presbitero nel concistoro del 17 maggio 1570. Ricevette il galero e il titolo cardinalizio di Chiesa di San Cesareo de Appia il 3 luglio seguente. Il papa inoltre lo nominò suo confessore, e in tale veste il cardinal de' Bianchi fu presente alla morte del pontefice.
Partecipò al conclave del 1572 che elesse papa Gregorio XIII. Il nuovo pontefice lo creò prefetto della Congregazione dell'Indice.
Rassegnò le dimissioni dal governo della sua diocesi prima del 18 settembre 1575.
Morì a Roma il 18 gennaio 1580 all'età di 63 anni e venne sepolto nella Basilica di Santa Sabina.

## Genealogia episcopale e successione apostolica
La genealogia episcopale è:
- Cardinale Scipione Rebiba
- Cardinale Arcangelo de' Bianchi, O.P.

La successione apostolica è:
- Vescovo Baldassarre Giustiniani (1572)